# Neszmély
Neszmély je vas na Madžarskem, ki upravno spada pod podregijo Tatai Županije Komárom-Esztergom.